# 三硫化二ヒ素
三硫化二ヒ素(Arsenic trisulfide)は、As2S3という化学式で表される無機化合物である。雄黄として知られる明るい黄色の固体で、色素として用いられ、またヒ素化合物の分析に用いられる。カルコゲン化物であり、P型半導体としての性質を持ち、光に誘導されて相変化する性質を持つ。その他のヒ素の硫化物には、橙赤色でやはり鉱物に含まれる鶏冠石As4S4がある。

## 構造
三硫化二ヒ素は、結晶とアモルファスのどちらの形態も取り、このどちらもヒ素中心が硫黄中心と結合する三角錐形の構造である。硫黄中心は、2つのヒ素原子と二重配位する。結晶では、しわのよったシート構造となる。シート間の結合は、ファンデルワールス力である。結晶構造のものは、地質試料の中で見られる。アモルファスは、層構造は持たないが、交差結合がより多い。

## 合成と反応

### 元素から
アモルファスの三硫化二ヒ素は、390℃の温度で元素を融合させることによって得られる。反応融解物を急速冷却することで、結合が乱雑になり、ガラスとなる。この反応は、次の化学反応式によって表される。
{\displaystyle {\ce {2As\ + 3S -> As2S3}}}
真空中で加熱すると、重合した三硫化二ヒ素は「ひび割れ」て、分子状の六硫化四ヒ素等を含む混合物となる。六硫化四ヒ素は、六酸化四リンや六酸化四ヒ素でも見られるアダマンタンの配置を取る。この物質のフィルムが熱（焼きなまし）や電磁波（紫外線ランプ、レーザー、電子ビーム）等の外部エネルギー源に晒されると、重合する。
{\displaystyle {\ce {{\frac {2}{n}}(As2S3)n\ \rightleftarrows \ As4S6}}}

### 水性沈殿
ヒ素イオンを含む水溶液を硫化水素で処理することで、三硫化二ヒ素が形成される。かつては、この反応で三硫化二ヒ素を沈殿させ、定量することでヒ素を分析した。三硫化二ヒ素は、6Mの塩酸中でも沈殿する。三硫化二ヒ素は溶解度が非常に低いため、毒性はない。三硫化二ヒ素は、硫化物イオンを含む水溶液で処理することで、特徴的に溶解する。溶解したヒ素は、三角錐形の三価陰イオン{\displaystyle {\ce {AsS3^3-}}}を形成する。
{\displaystyle {\ce {As2S3\ + 6NaSH -> 2AsS3^{3-}\ + 3H2S}}}
三硫化二ヒ素は、仮想上のチオ亜ヒ酸 {\displaystyle {\ce {As(SH)3}}} の無水物である。多硫化物イオンで処理することで三硫化二ヒ素は溶解し、S-S結合とAs-S結合を含む多種類の物質を生成する。そのうちの1つは{\displaystyle {\ce {S7As-S^{?}}}}であり、これはヒ素原子と結合した環外の硫黄中心を含む環状物質である。三硫化二ヒ素はまた強アルカリ溶液に溶解し、{\displaystyle {\ce {AsS3^{3-}}}} と {\displaystyle {\ce {AsO3^{3-}}}} の混合物を生成する。

### 酸素との反応
三硫化二ヒ素を空気中で「あぶる」と、揮発性のある毒性誘導体を生成する。この変換は、重金属鉱石を精錬する際の有害物質を生成する過程の1つである。
{\displaystyle {\ce {2As2S3\ + 9O2 -> As4O6\ + 6SO2}}}

## 利用

### 無機フォトレジスト
有機フォトレジストと比べ、2.45という高い屈折率と大きなヌープ硬度を持つことから、フォトニック結晶としての用途が研究されている。3次元DLW等のレーザーパターニングの技術と化学ウェットエッチング技術の進歩によって、3次元ナノ構造製作のためのフォトレジストとして用いることができるようになった。
三硫化二ヒ素は、1970年代初めから、水性エッチング液を用いた高分解能フォトレジストとしての用途が研究されてきた。このような水性エッチング液は、低アスペクト比の2次元構造が製造できるようになったが、3次元の高アスペクト比のエッチングは不可能であった。高アスペクト比3次元構造の製造には、有機溶媒中で用いる特定の有機試薬が必要であった。

### 医学への応用
三硫化二ヒ素と四硫化四ヒ素は、急性前骨髄球性白血病の治療薬として研究が行われている。作用機構は、三酸化二ヒ素の作用機構と同様と考えられている。

### 赤外線透過ガラス
アモルファスの三硫化二ヒ素は、赤外線光学のためのカルコゲン化ガラスとして用いられる。620nmから11μmの波長を透過させる。三硫化二ヒ素ガラスは結晶性三硫化二ヒ素よりも耐酸化性に優れ、毒性は非常に低い。音響光学の材料としても用いられる。

### 古代芸術における役割
古代エジプト人は、天然や合成の雄黄を芸術や化粧の色素として用いていたと言われている。

### その他
三硫化二ヒ素は、なめし剤としても用いられる。かつてはインディゴとともに、織物に暗い青色を付けるために用いられた青鉛筆の製造に用いられていた。
三硫化二ヒ素の沈殿は、ヒ素還元細菌の存在の試験に用いられる。

## 安全性
三硫化二ヒ素は、不溶性のため毒性は低い。古い試料は、溶解度が高くそれ故毒性も高い酸化ヒ素をかなりの量含むことがある。

## 天然の存在
雄黄は、しばしば鶏冠石等の他の硫化ヒ素とともに、火山環境で見られる。他の硫化物、硫酸塩鉱物とともに低温の熱水鉱脈で見られることもある。